# Seznam zemětřesení v roce 2017
Legenda:

   6,0 - 6,9 Mw

  7,0 - 7,9 Mw

 8,0+ Mw
Toto je seznam zemětřesení v roce 2017. Zahrnuta jsou zde pouze zemětřesení o síle 6,0 Mw nebo výše. Pokud mají slabší zemětřesení za následek velké škody nebo ztráty na životech, tak jsou zde taktéž zahrnuta (neplatí však u mapy vpravo). Časové termíny jsou vedeny podle UTC času a všechny údaje pochází od Americké geologické služby (USGS).

## Počet zemětřesení
| 8,0 - 9,9 | 4      | 0      | 1     | 1      | 1      | 2      | 2      | 1      | 1      | 0      | 1      |
| 7,0 - 7,9 | 14     | 12     | 16    | 21     | 19     | 15     | 17     | 11     | 18     | 16     | 6      |
| 6,0 - 6,9 | 178    | 168    | 144   | 151    | 204    | 129    | 125    | 140    | 124    | 128    | 106    |
| 5,0 - 5,9 | 2 074  | 1 768  | 1 896 | 1 936  | 2 271  | 1 412  | 1 402  | 1 475  | 1 413  | 1 502  | 1 451  |
| 4,0 - 4,9 | 12 080 | 12 292 | 6 805 | 10 164 | 13 303 | 10 990 | 9 795  | 13 494 | 13 239 | 12 771 | 11 296 |
| Celkem    | 14 350 | 14 240 | 8 862 | 12 300 | 15 798 | 12 548 | 11 341 | 15 121 | 14 795 | 14 420 | 12 860 |

## Podle počtu obětí
| Pořadí | Počet obětí | Počet zraněných | Síla | Místo     | Merc. stup. | Hloubka (km) | Datum         |
| ------ | ----------- | --------------- | ---- | --------- | ----------- | ------------ | ------------- |
| 1      | 630         | více než 8000   | 7,3  | Írán      | VIII        | 23 km        | 12. listopadu |
| 2      | 370         | více než 6000   | 7,1  | Mexiko    | VIII        | 51 km        | 19. září      |
| 3      | 98          | 300             | 8,1  | Mexiko    | IX          | 70 km        | 8. září       |
| 3      | 34          | 10              | 5,7  | Itálie    | VIII        | 10 km        | 18. ledna     |
| 4      | 25          | 520             | 6,5  | Čína      | VII         | 9 km         | 8. srpna      |
| 6      | 8           | 200             | 6,5  | Filipíny  | VII         | 15 km        | 10. února     |
| 7      | 8           | 30              | 5,4  | Čína      | VI          | 10 km        | 10. května    |
| 8      | 6           | 7               | 6,1  | Mexiko    | VII         | 9 km         | 23. září      |
| 9      | 5           | 30              | 6,9  | Guatemala | VI          | 94 km        | 14. června    |

Zde jsou uvedeny zemětřesení, která mají 5 a více obětí.

## Podle velikosti
| Pořadí | Síla | Počet obětí | Počet zraněných | Místo             | Merc. stup. | Hloubka (km) | Datum         |
| ------ | ---- | ----------- | --------------- | ----------------- | ----------- | ------------ | ------------- |
| 1      | 8,2  | 100         | 300             | Mexiko            | IX          | 47 km        | 8. září       |
| 2      | 7,9  | 3           | 1               | Papua Nová Guinea | VIII        | 136 km       | 22. ledna     |
| 3      | 7,7  | 0           | 0               | Rusko             | VII         | 10 km        | 17. července  |
| 4      | 7,3  | 630         | více než 8000   | Írán              | VIII        | 25 km        | 12. listopadu |
| 5      | 7,3  | 0           | 0               | Filipíny          | III         | 612 km       | 10. ledna     |
| 6      | 7,1  | 370         | více než 6000   | Mexiko            | VIII        | 48 km        | 19. září      |
| 7      | 7,0  | 0           | 0               | Nová Kaledonie    | VI          | 10 km        | 19. listopadu |

Zde jsou uvedeny otřesy, které měly sílu 7,0 a více.

## Měsíc

### Leden
2. ledna došlo k zemětřesení 6,3, které mělo epicentrum u Fidži.
 3. ledna zasáhlo Indii a Bangladéš zemětřesení o síle 5,5. Při otřesu zemřeli 3 lidé a 8 utrpělo zranění.
 3. ledna došlo k zemětřesení 6,9, které mělo epicentrum poblíž Fidži.
 6. ledna zásáhlo Írán zemětřesení o síle 5,3. Při zemětřesení zemřeli 4 lidé a 3 lidé byli zraněni.
 8. ledna došlo k zemětřesení 5,8, které mělo epicentrum v Severní Kanadě poblíž Grónska. Zemětřesení mělo podle některých odhadů sílu až 6,1. V zaznamenané historii je toto zemětřesení 2. nejsilnější v této oblasti.  
 10. ledna zasáhlo Filipíny zemětřesení o síle 7,3. Zemětřesení mělo velkou hloubku a proto nikdo nebyl zraněn a nedošlo k žádným škodám. 
 10. ledna došlo k zemětřesení 6,3, které mělo epicentrum u Šalomounových ostrovů. 
 11. ledna zasáhlo Madagaskar zemětřesení o síle 5,5. Bylo to nejsilnější zemětřesení v oblasti za posledních 26 let. 
 14. ledna došlo k zemětřesení 6,1, které mělo epicentrum u Fidži. 
 17. ledna zasáhlo Kubu zemětřesení o síle 5,8. Bylo to nejsilnější zemětřesení v oblasti za posledních 12 let. 
 18. ledna došlo k zemětřesení 5,7, které mělo epicentrum ve Střední Itálii. Po zemětřesení následoval otřes o síle 5,6. Zemřelo až 34 lidí, z nichž byly takřka všichni z hotelu, který zasypala obří lavina. Ta byla vyvolaná otřesy. 
 22. ledna zasáhlo Papuu Novou Guineu mohutné zemětřesení o síle 7,9. Ke škodám došlo pouze na ostrově Bougainville. Zemřeli 3 lidé a několik utrpělo zranění. 

### Únor
3. února došlo k zemětřesení 5,6, které mělo epicentrum u ostrova Martinik, který patří Francii. Toto zemětřesení bylo nejsilnější na Martiniku od roku 2015. Při zemětřesení se zranila 1 žena. 
 6. února došlo k zemětřesení 5,4, které mělo epicentrum v západním Turecku. Zemětřesení zranilo 5 lidí a poškodilo desítky domů. 
 6. února došlo k zemětřesení 5,4, které mělo epicentrum v Kolumbii. Zemětřesení zranilo jednoho člověka. 
 6. února došlo k zemětřesení 5,6, které mělo epicentrum v Indii. Zemětřesení zranilo jednoho člověka. 
 7. února došlo k zemětřesení 6,3, které mělo epicentrum v Pákistánu. Zemětřesení zranilo 1 člověka. 
 10. února došlo k zemětřesení 6,5, které mělo epicentrum na Filipínách. Zemětřesení poškodilo několik měst. Při zemětřesení zemřelo 8 lidí a kolem 200 jich utrpělo zranění. 
 10. února došlo k zemětřesení 5,6, které mělo epicentrum na Tchaj-wanu. Při zemětřesení se zranili 4 lidé. 
 21. února došlo k zemětřesení 6,3, které mělo epicentrum v Argentině. 
 21. února došlo k zemětřesení 6,5, které mělo epicentrum v Bolívii. Zemětřesení nezpůsobilo žádné škody protože bylo velmi hluboké.   
 23. února došlo k zemětřesení 4,6, které mělo epicentrum na Filipínách. Zranili se dva lidé.   
 24. února došlo k zemětřesení 6,9, které mělo epiucentrum u Fidži.   

### Březen
2. března došlo k zemětřesení 5,6, které mělo epicentrum v Turecku. Zemětřesení zranilo 30 lidí.      
 5. března došlo k zemětřesení 5,7, které mělo epicentrum na Filipínách. Zemřel jeden člověk a kolem 45 bylo zraněno.      
 10. března zasáhlo sever Španělska zemětřesení o síle 4,1. Otřes způsobil menší škody.      
 13. března došlo k zemětřesení 5,1, které mělo epicentrum v Myanmaru. Zemřeli 2 lidé a asi 36 lidí utrpělo zranění.      
 14. března došlo k zemětřesení 6,0, které mělo epicentrum u Indie a Indonésie.      
 24. března došlo k zemětřesení 4,1, které mělo epicentrum v severní části Egypta. I přesto že to byl slabý otřes, jeden člověk zemřel a 7 bylo zraněno.      
 29. března došlo k zemětřesení 6,6, které mělo epicentrum v Rusku na Kamčatce.   

### Duben
24. dubna došlo poblíž Chile k zemětřesení o síle 6,9. Zemětřesení bylo cítitelné i v Santiagu.

### Květen
1. května došlo k zemětřesením o sílách 6,2 a 6,3. Ty měla epicentra v Kanadě asi 10 kilometrů od sebe. Tyto otřesy bylo možné pocítit i na Aljašce.
 10. května zasáhlo západ Číny zemětřesení o síle 5,4. Otřes poškodil mnoho domů, zemřelo při něm 8 lidí a desítky utrpěli zranění.
 12. května zasáhlo Salvador a Guatemalu zemětřesení o síle 6,2. Jeho epicentrum se nacházelo jižně od Salvadoru v Tichém oceánu.
 25. května došlo k zemětřesení 4,4 s epicentrem v Tanzanii. Zemřel při něm 1 člověk a přes 10 utrpělo zranění.

### Červen
14. června zasáhlo Guatemalu a částečně Mexiko zemětřesení o síle 6,9. Zemětřesení zabilo 5 lidí a téměř 30 zranilo.
 22. června zasáhlo Guatemalu zemětřesení o síle 6,8. Při otřesu se zranily 4 lidé.
 30. června zasáhlo zemětřesení o síle 6,0 jih Ekvádoru. Zhruba 13 lidí při otřesu utrpělo zranění.

### Červenec
6. července došlo k zemětřesení 5,8 s epicentrem v USA poblíž Yellowstonského národního parku. Toto zemětřesení bylo v Montaně nejsilnější od roku 1975.
 6. července došlo k zemětřesení 6,5 s epicentrem na Filipínách v poměrně osídlené oblasti. Zemřeli 2 lidé a kolem 100 bylo zraněno.
10. července došlo k zemětřesení 5,9 s epicentrem na Filipínách, které bylo dotřes po zemětřesení z 6. července. Zraněno bylo 5 lidí.
 11. července došlo k zemětřesení 6,6 s epicentrem na jih od Nového Zélandu.
 17. července došlo k velmi silnému zemětřesení 7,7 s epicentrem v Tichém Oceánu poblíž Ruska. Zemětřesení ani tsunami nikoho neohrozilo, jelikož v oblasti nežilo moc lidí.
 18. července došlo k zemětřesení 6,4 s epicentrem v Peru. 1 člověk zemřel a 9 bylo zraněných.
 20. července došlo k zemětřesení 6,6 s epicentrem poblíž řeckého ostrova Kos a Tureckem. Zemětřesení vyvolalo tsunami, která způsobila menší škody. Zemřeli 2 lidé a kolem 500 utrpělo zranění.
 30. července došlo k zemětřesení 5,0 s epicentrem v Íránu, které zranilo 25 lidí, z nichž některé vážně.

### Srpen
2. srpna došlo k zemětřesení 5,5 s epicentrem v Chile. Jeden člověk zemřel.
 8. srpna došlo k velmi silnému zemětřesení 6,5 s epicentrem v Číně. 25 lidí zemřelo a 520 bylo zraněno.
 8. srpna došlo k zemětřesení 6,3 s epicentrem v Číně. 33 lidí bylo zraněno.
 11. srpna došlo k zemětřesení 5,6 s epicentrem v Peru. Jeden člověk zemřel a 2 utrpěli zranění.
 21. srpna došlo k zemětřesení 4,3 s epicentrem v Itálii. Několik budov a část kostela se zřítily. Zemětřesení si vyžádalo 2 mrtvé a přes 40 zraněných.
 22. srpna došlo k zemětřesení 5,0 s epicentrem na Filipínách. Zemětřesení si vyžádalo 2 mrtvé.
 23. srpna došlo k zemětřesení 5,1 s epicentrem v severní části Iráku u hranic s Íránem. 17 lidí bylo zraněno.

### Září

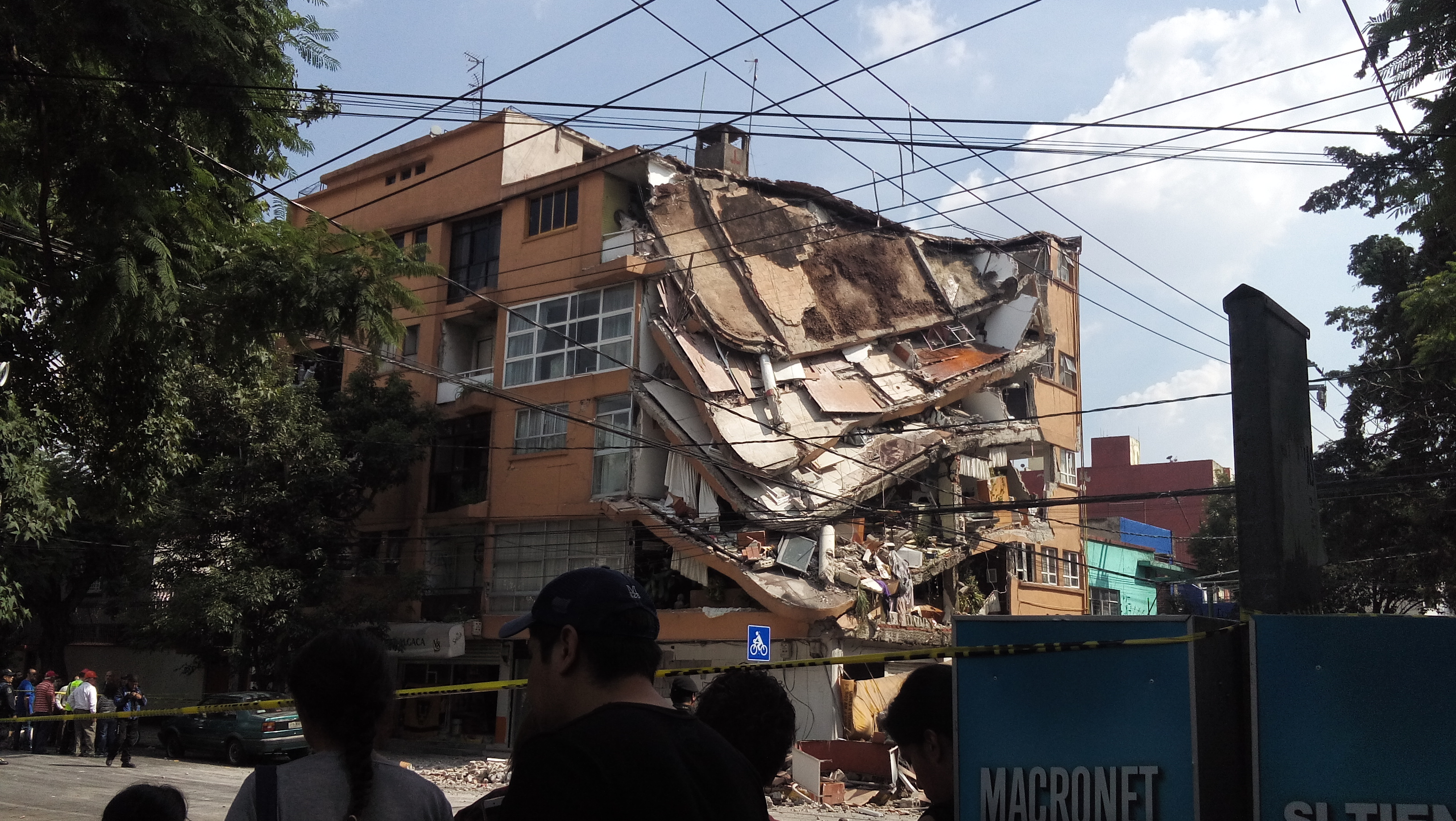
Jedna z poškozených budov v Mexico City po zemětřesení z 19. září

8. září došlo k mohutnému zemětřesení o síle 8,2 s epicentrem v Tichém oceánu poblíž Mexika. Při otřesu zemřelo zhruba 100 lidí.
 19. září došlo k silnému zemětřesení 7,1 s epicentrem v mexikém státě Puebla. Při otřesu zemřelo 370 lidí, z nichž více než 220 bylo z hlavního města Mexico City.
 23. září zasáhlo Mexiko zemětřesení o síle 6,1. Zemřelo při něm 6 lidí a 7 utrpělo zranění.
 23. září zasáhlo Filipíny zemětřesení o síle 5,7. Desítky budov utrpěly poškození nebo byly zničeny. 10 lidí utrpělo zranění.

### Říjen

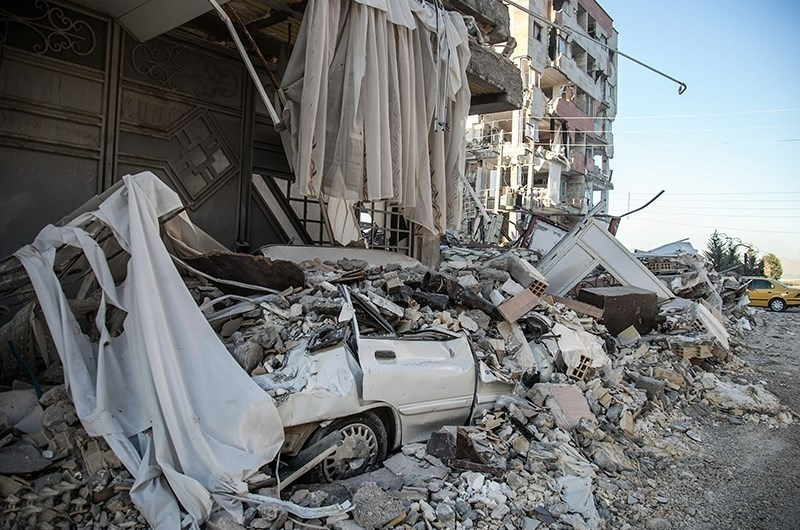
škody v íránském městě Sarpol Zaháb po otřesu 7,3

10. října došlo k zemětřesení o síle 6,3 s epicentrem v Chile. V důsledku zemětřesení utrpělo 7 lidí zranění.
 24. října došlo k zemětřesení o síle 6,7 s epicentrem poblíž Indonésie. Zemětřesení nezpůsobilo žádné škody díky tomu, že se hypocentrum nacházelo ve velké hloubce a zemětřesení nezasáhlo pevninu.
 31. října zasáhlo Novou Kaledonii zemětřesení o síle 6,8. Hypocentrum se nacházelo v hloubce 11 kilometrů.
 31. října zasáhlo Indonésii zemětřesení o síle 6,3. Zemětřesení způsobilo škody na několika budovách a smrt jednoho člověka.

### Listopad

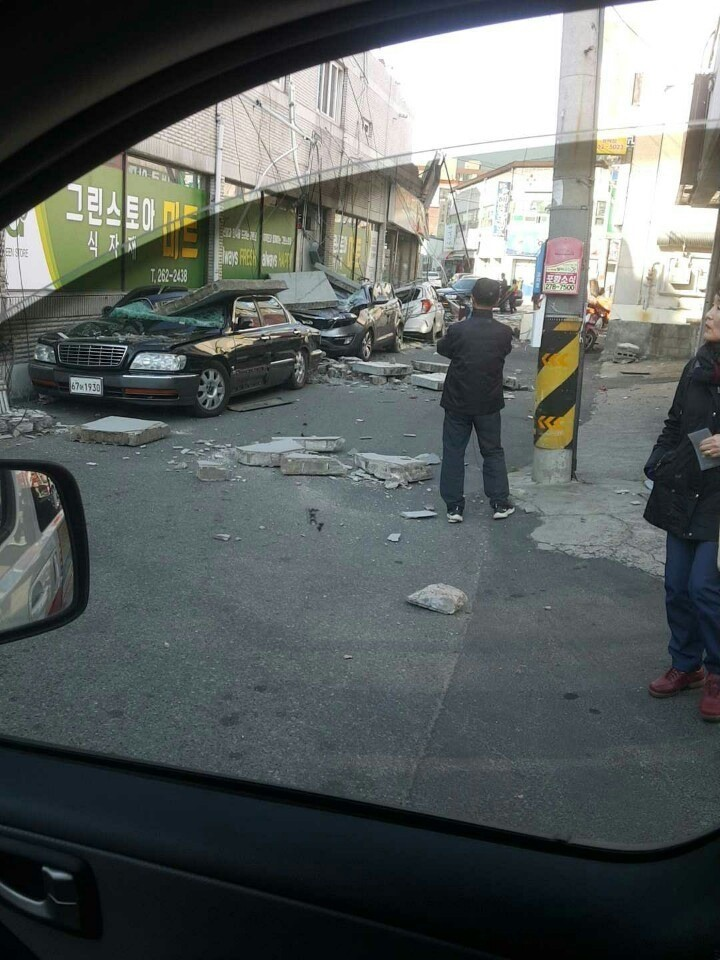
Škody po zemětřesení v Jižní Koreji o síle 5,4

1. listopadu zasáhlo Novou Kaledonii zemětřesení o síle 6,6. Byl to dotřes po otřesu z 31. října, tedy o 1 den dříve.
 4. listopadu zasáhlo Tongu zemětřesení o síle 6,8. Nejbližší město bylo vzdálené 86 km od epicentra otřesu.
 7. listopadu zasáhlo Papuu Novou Guineu zemětřesení o síle 6,5. Nejbližší město bylo vzdáleno 67 km.
 11. listopadu došlo v Atlantském oceánu k zemětřesení o síle 6,3. Zemětřesení bylo možno měřit seismografy na ostrově Ascension. 
 12. listopadu zasáhlo Írán čtvrté nejsilnější a nejsmrtelnější zemětřesení v roce, které mělo sílu 7,3. Zemřelo při něm nejméně 630 lidí a více než 8000 utrpělo zranění.
 15. listopadu zasáhlo Jižní Koreu zemětřesení o síle 5,4. Při otřesu se zranilo kolem 82 lidí.
 17. listopadu zasáhlo prefekturu Ňingthri v Číně zemětřesení o síle 6,3. Tři lidé utrpěli zranění.
 19. listopadu zasáhly ostrov Maré v Tichém oceánu otřesy o síle 6,4 a 6,6.
 23. listopadu zasáhlo Čínu zemětřesení o síle 5,1. Při otřesu se zranilo 8 lidí a téměř bylo poškozeno téměř 1000 domů.
 23. listopadu zasáhl Írán dotřes o síle 4,3. Ten následoval po zemětřesení o síle 7,3. V panice se zranilo zhruba 36 lidí.

### Prosinec
1. prosince zasáhlo íránskou provincii Kermán na jihozápadě Íránu zemětřesení o síle 6,0. Při otřesu se zranilo 51 lidí.
 3. prosince zasáhlo západ Ekvádoru zemětřesení o síle 6,2. Otřes způsobil menší škody a zranili se při něm 2 lidé.
 8. a 9. prosince zasáhly Mikronésii dvě zemětřesení o síle 6,4 a jedno o síle 6,1.
 10. prosince zasáhlo Moravskoslezský kraj zemětřesení o síle zhruba 3,5.
 15. prosince zasáhlo jih indonéského ostrova Jávy zemětřesení o síle 6,5. Otřes způsobil škody na stovkách budov, smrt 4 a zranění  lidí.
 20. prosince zasáhlo oblast poblíž hlavního města Íránu, Teherán, zemětřesení o síle zhruba 4,9. Otřes způsobil malé škody, smrt 2 lidí a zranění mnoha dalších.
 21. prosince zasáhlo jihovýchod Íránu zemětřesení o síle 5,2. Otřes zničil nebo poškodil stovky budov a zranil zhruba 42 lidí. Hodinu nato došlo v oblasti ještě k otřesu o síle 4,3.
 26. prosince zasáhlo provincii Alborz na severu Íránu zemětřesení o síle 4,0 až 4,2 s epicentrem poblíž měst Malard a Karadž. Při otřesu zemřel 1 člověk a kolem 57 utrpělo zranění, většinou lehká.